# Christian Rist
Christian Rist est un acteur et un metteur en scène de théâtre français né en 1952.

## Biographie
Au cinéma, il a interprété le rôle principal dans Les Guichets du Louvre (1974) et Le Fils puni (1980).
Il se consacre surtout au théâtre et a joué à plusieurs reprises au TNP de Villeurbanne (où il a travaillé notamment avec Patrice Chéreau et Roger Planchon) et dans le cadre du Festival d'Avignon. En 1982 il crée et dirige sa propre compagnie, « Studio classique ». En 1990 il met en scène La Veuve de Pierre Corneille, avec Jacques Bonnaffé au théâtre de l'Athénée Louis-Jouvet.

## Théâtre
- 1970 : Pénétration d'après Mademoiselle Julie, Avignon festival off [1].
- 1971 : Héraclius, Empereur d'Orient de Pierre Corneille, mise en scène Marcel Bozonnet et Jean-Marie Villégier[2], Festival International de Timgad (Algérie)
- 1971 : La Petite voiture de flammes et de voix de Liliane Atlan, mise en scène Michel Hermon, Cloître des Carmes à Avignon
- 1972 : Le Massacre à Paris d'après Christopher Marlowe, mise en scène Patrice Chéreau, Théâtre National Populaire (TNP) à Villeurbanne
- 1972 : Où boivent les vaches de Roland Dubillard, mise en scène Roger Blin, Théâtre Récamier
- 1973 : Bond en avant de Pierre Guyotat, mise en scène Alain Ollivier, Festival de La Rochelle[3]
- 1975 : Hot'I Baltimore d'après Lanford Wilson, traduction de Diane Kurys et Adrien Paul, mise en scène Alexandre Arcady, Théâtre de Suresnes Jean Vilar
- 1975 : La Mort de Danton d'après Georg Büchner, mise en scène Bruno Bayen, Théâtre de la Cité Internationale) : Saint-Just [4]
- 1975: Le Baladin du monde occidental de John Millington Synge, mise en scène Brigitte Jaques, Théâtre d'Ivry, Théâtre Renaud-Barrault
- 1976 : Gilles de Rais de Roger Planchon, mise en scène de l'auteur, Théâtre National Populaire (Villeurbanne)
- 1977 : L'imbécile regarde le doigt conception Christian Rist, Théâtre du Gymnase (Marseille)
- 1977 :  La Tentation de saint Antoine de Flaubert, mise en scène Jean-Marie Villégier, Théâtre du Gymnase (Marseille), Centre Culturel du Marais [5]
- 1978 : La Thébaïde de Jean Racine, mise en scène Jean-Claude Fall, Nouveau Carré Silvia Monfort
- 1980 : Athalie de Jean Racine, mise en scène Roger Planchon, Théâtre National Populaire (Villeurbanne) : l'Ange
- 1980 : Dom Juan de Molière, mise en scène Roger Planchon, Théâtre National Populaire (Villeurbanne) : Dom Carlos
- 1981 : Le Savon de Francis Ponge, enregistrement public France Culture, mise en scène Christian Rist, Centre Pompidou[6].
- 1983 : Le Savon de Francis Ponge, mise en scène Christian Rist, Festival de La Rochelle
- 1984 : Pierre Corneille : Scènes comiques & amoureuses, montage de Christian Rist, Théâtre de Dix Heures[7]
- 1984 : Le Monologue d'Adramélech de Valère Novarina, avec André Marcon, Festival de La Rochelle [8]
- 1985 : Monologue du Malherbe d'après Francis Ponge, mise en scène Christian Rist, Verger Urbain V (Avignon) [9]
- 1985 : Le Savon, comédie de  Francis Ponge, nouvel avatar de l'œuvre du même nom, portée pour l'occasion à la scène par Christian Rist avec la collaboration de l'auteur Verger d'Urbain V (Avignon) [10] et Comédie Française, Salle Richelieu (1986) [11]
- 1985 : Le Concert de Vocables, hommage à Francis Ponge, Verger d'Urbain V (Avignon)[12]
- 1986 : Les Amoureux de Molière d'après Molière, mise en scène Christian Rist, Centres Culturels Français de Milan, Vienne, Berlin-Est, Londres, et Paris Théâtres de l'Athénée et des Bouffes-Parisiens 1986[13]
- 1986 : Le Dépit Amoureux de Molière, mise en scène Christian Rist, tournée Centres Culturels Français d'Afrique de l'Ouest
- 1988 : La Vie mode d'emploi de Georges Perec, mise en scène Michael Lonsdale, Hôtel Saint-Laurent (Avignon)
- 1990 : La Veuve de Corneille, mise en scène Christian Rist[14], Maison de la Culture de Grenoble, Théâtre Graslin Nantes,Théâtre de l'Athénée Louis-Jouvet, Théâtre des Treize Vents, Théâtre national de Strasbourg et tournée...
- 1990 : Cabinet de lectures de Dominique Dupuy, mise en scène Claude Yersin, Festival d'Avignon
- 1990-1991 : Le Misanthrope de Molière, mise en scène de Christian Rist, Festival de Saint-Herblain, Théâtre de l'Athénée, tournées France, Mexique, Etats-Unis, Canada [15]
- 1992 : Bérénice de Racine, mise en scène de Christian Rist ,Théâtre de l'Athénée Louis-Jouvet, tournée France, Moyen-Orient [16]
- 1993 : Les fausses confidences de Marivaux, Théâtre National de Chaillot, tournée France
- 1994 : L'Art théâtral de Joseph Isidore Samson, Thé-atre du Vieux-Colombier
- 1994 : Voltaire/Tardieu : Les Originaux précédé de Six comédies-éclair , mises en scène de Denis Podalydès et Christian Rist, Le Revest-les-Eaux, Théâtre National de Chaillot [17]
- 1995 : Le Square et Le Shaga de Marguerite Duras, mise en scène Christian Rist, théâtre du Vieux-Colombier
- 1996 : Ne tue ton père qu'à bon escient et Solomonie la possédée de Gilbert Lely, Festival d'Avignon Église de Célestins, Théâtre Molière, Paris et tournée [18]
- 1997 : Six Métamorphoses d'Ovide, librement adaptées du latin par Gilbert Lely, Festival de Marseille[19]
- 1999 : La légende de saint Julien-l'Hospitalier de Gustave Flaubert, Maison de Culture de Bourges, Paris Théâtre de l'Aquarium et tournée
- 2000 : Comédie / Pas moi de Samuel Beckett[20], Paris La Maroquinerie, Théâtre de l'Aquarium et tournée
- 2001 : La Surprise de l'Amour de Marivaux, mise en scène Christian Rist, Maison de la Culture de Bourges
- 2002 : Phèdre de Jean Racine, mise en scène Christian Rist, Maison de la Culture de Bourges, Paris Théâtre de l'Aquarium et tournée Maroc[21]
- 2004-2005 : Rimbaud / Illuminations fragments scéniques improvisés, L'Estive (Foix), La Passerelle (Gap)
- 2004-2005 : Le Mort de Georges Bataille, mise en scène Christian Rist, Le Festin (Montluçon), Maison de la Culture d'Amiens, La Laiterie (Strasbourg)
- 2007 : Il la menace, précédé de Afrique Afrique, deux drames incantatoires de Charles Duits, Conservatoire de Strasbourg, Festival de Phalsbourg
- 2013 : Voyage en Italie d'après Michel de Montaigne, mise en scène Michel Didym, Jardin du Palais ducal (Nancy)

## Filmographie

### Cinéma
- 1974 : Les Violons du bal de Michel Drach : le frère de Michel
- 1974 : Les Guichets du Louvre de Michel Mitrani : Paul
- 1974 : La Bonne nouvelle, court métrage d'André Weinfeld
- 1977 : La Question de Laurent Heynemann : Maurice Oudinot
- 1977 : Les Enfants du placard de Benoît Jacquot : Julien
- 1979 : Retour à la bien-aimée de Jean-François Adam : Détective Keller
- 1980 : Le Fils puni de Philippe Collin : Alain Daffodil
- 1983 : Archipel des amours (sketche : Passage à l'acte) : Jean-Pierre Lévêque
- 1984 : La Présence réelle de Raoul Ruiz (voix uniquement)
- 1988 : L'Enfance de l'art de Francis Girod
- 1993 : Les Derniers Jours d'Emmanuel Kant de Philippe Collin : le silhouetteur

### Télévision
- 1973 : Malataverne de Jean Archimbaud, d'après Bernard Clavel
- 1974 : Les Dossiers du professeur Morgan, série (épisode Le commissaire est psychologue)
- 1974 : Le Secret de Rembourg (d'après Les Contes d'Hoffmann) de Jeannette Hubert
- 1975 : Azev : le tsar de la nuit, téléfilm de Guy Lessertisseur : Savinkov
- 1976 : Le Baladin du monde occidental de John Milligton Synge, téléfilm de Bernard Rothstein (Bernard Sobel)  d'après la mise en scène de Brigitte Jaques
- 1976 : Hôtel Baltimore, téléfilm : Jamis
- 1978 : Madame le juge : Autopsie d'un témoignage de Philippe Condroyer : André
- 1980 : Caméra une première, série (épisode La Gardienne) : Marc